# لورنشین هیلز
لورنشین هیلز (به انگلیسی: Laurentian Hills) یک منطقهٔ مسکونی در کانادا است که در شهرستان رنفرو واقع شده‌است. لورنشین هیلز ۲٬۸۱۱ نفر جمعیت دارد.